# Oraesia aequalis
Oraesia aequalis är en fjärilsart som beskrevs av Walker sensu Druce 1887. Oraesia aequalis ingår i släktet Oraesia och familjen nattflyn. Inga underarter finns listade i Catalogue of Life.